# 11819 Millarca
11819 Millarca è un asteroide della fascia principale. Scoperto nel 1981, presenta un'orbita caratterizzata da un semiasse maggiore pari a 3,0069306 UA e da un'eccentricità di 0,1063705, inclinata di 8,06143° rispetto all'eclittica.